# Estrade
Pour les articles homonymes, voir Estrade (homonymie).
Une estrade désigne une construction, généralement en bois, élevée d’une ou de plusieurs marches, dans une salle ou en plein air, permettant de mettre en valeur un intervenant ou un spectacle.